# The Transgression of Deacon Jones
The transgression of Deacon Jones és una pel·lícula muda nord-americana estrenada el 31 d'octubre de 1912 produïda per l'Éclair i interpretada per Alec B. Francis, Barbara Tennant i George Larkin.

## Argument
El diaca Jones aspira a ser el president de la "Lliga de la Puresa" la qual aspira a abolir les sales de projecció de pel·lícules. Mollie, la seva filla, està enamorada de Dave, el propietari d'un d'aquests nickleodeons, però Jones no pensa aprovar el seu matrimoni a menys que Dave es vengui el local. Quan Jones visita una fira local, un operador de càmera filma un documental en el qual es veu el diaca apostant fortes quantitats al joc d'endevinar en quin gobelet hi ha la boleta. Dave rep aquesta pel·lícula com a part del seu programa i dona a escollir al diaca entre aprovar el seu matrimoni o que ell mostri la pel·lícula a tot el poble. El diaca cedeix i no es projecta la pel·lícula. 

## Repartiment
- Alec B. Francis (diaca Jones)
- Barbara Tennant (Mollie, la seva filla)
- George Larkin (Dave, propietari d'un Nickleodeon)
- Richard Sterling (operador)